# Мёртвые, как я: Жизнь после смерти
«Мёртвые, как я: Жизнь после смерти» (англ. Dead Like Me: After Life) — американская комедийная драма, снятая по мотивам американского телесериала «Мёртвые, как я» режиссёром Стивеном Хэреком. Для проката в кинотеатрах не планировался и был выпущен сразу на DVD.

## Сюжет
Прошло пять лет после окончания событий, показанных в сериале, на дворе 2008 год. Судьба сводит жнеца Джорджию с собственной сестрой Рэджи, которой скоро должно исполниться 16 лет. Джорджии приходится открыть Рэджи правду о том, кто она на самом деле. Руководителем группы жнецов становится некий Кэмерон Кейн. Руб, прежний глава, освободив последнюю душу, «отправился дальше». Новый начальник весьма разнится с Рубом взглядами на должность жнеца. И, по сути, нарушает и подталкивает других нарушить законы работы «жнеца». Что в итоге приводит к плохим последствиям. В итоге жнецы принимают решение избавиться от Кэмерона.

## В ролях
- Эллен Муф — Джорджиа Ласс
- Каллум Блу — Мэйсон
- Сара Уайнтер — Дэйзи Эдер
- Жасмин Гай — Рокси Харви
- Синтия Стивенсон — Джой Ласс
- Бритт МакКиллип — Реджи Ласс
- Кристин Уиллес — Долорес Хербиг
- Генри Йен Кьюсик — Кэмерон Кейн
- Кристал Дал — Кристал
- Джордан Хадима — Хадсон Харт
- Шеней Граймс — Дженнифер Хардик

## Производство

### Кастинг
Сара Уинтер заменила Лору Харрис в роли Дэйзи Эдэр. Интересно, что в сериале «24» актрисы исполнили роль сестёр.

### Съёмки
Съёмки проходили в городе Монреаль в Квебеке, Канада. Большая часть декораций была изменена — в частности, кладбище, на котором похоронена Джорджия, выглядит иначе, так же, как и агентство «Весёлое времечко». Кроме того, Вафельный дом не появляется в фильме — по сюжету он сгорел из-за поджога. Да и мать Джорджии, Джой и её сестра Реджи живут в другом доме. Джорджия водит Ford Mustang 1966 года.

### Музыка
В фильме звучали песни:
- «Better Off Dead» в исполнении Sexton Blake.
- «Girl Crazy» в исполнении Walter Murphy.
- «Hard Boiled Baby» в исполнении Buck Evans.
- «Last Time Around» в исполнении The Del-vetts.
- «Boom Boom Ba» в исполнении Metisse.

## Релиз

### Премьера фильма
Первоначально фильм должен был выйти в июле 2008 года, но дата релиза была передвинута на 17 февраля 2009 года. Эксклюзивный телевизионный показ фильма состоялся 1 января 2009 года на канадском канале SuperChannel.

### Выход на видео
В России фильм был выпущен на DVD 19 марта 2009 года, а некоторое время спустя, канал ТВ3, транслирующий сериал в полном дублированном переводе, показал фильм в озвучивании тех же актёров, что работали и над сериалом для российского телевидения.